# Szeroki Mur (Dolina Kobylańska)
Szeroki Mur – skalny mur na Wzgórzu Dumań w Dolinie Kobylańskiej na Wyżynie Olkuskiej, w granicach wsi Karniowice, w gminie Zabierzów, powiecie krakowskim, województwie małopolskim. Znajduje się w górnej, północnej części orograficznie lewych zboczy doliny, po południowo-wschodniej stronie Chorobliwej Grani.
Dolina Kobylańska jest jednym z najbardziej popularnych terenów wspinaczki skalnej. Zbudowany z wapieni Szeroki Mur znajduje się w lesie i opada w dół stromego zbocza. Ma wysokość 12–18 m i pionowe ściany z filarami i kominami. Przez wspinaczy skalnych zaliczany jest do Grupy nad Źródełkiem i opisywany jako Szeroki Mur I, Szeroki Mur II i Szeroki Mur III. Obiektem wspinaczki skalnej są jego ściany południowo-wschodnia, wschodnia i północno-wschodnia, ściana północno-zachodnia nie wzbudziła zainteresowania wspinaczy. Na jego dolnym, południowym końcu znajduje się turnia Sępia Baszta, oddzielona tylko wąskim kominkiem. Na skałach Szerokiego Muru i Sępiej Baszty wspinacze poprowadzili 30 dróg wspinaczkowych o trudności od IV do VI.5 w skali Kurtyki (w tym 2 projekty). Większość dróg ma zamontowane stałe punkty asekuracyjne: ringi (r), haki (h), stanowisko zjazdowe (st) lub ring zjazdowy (rz).

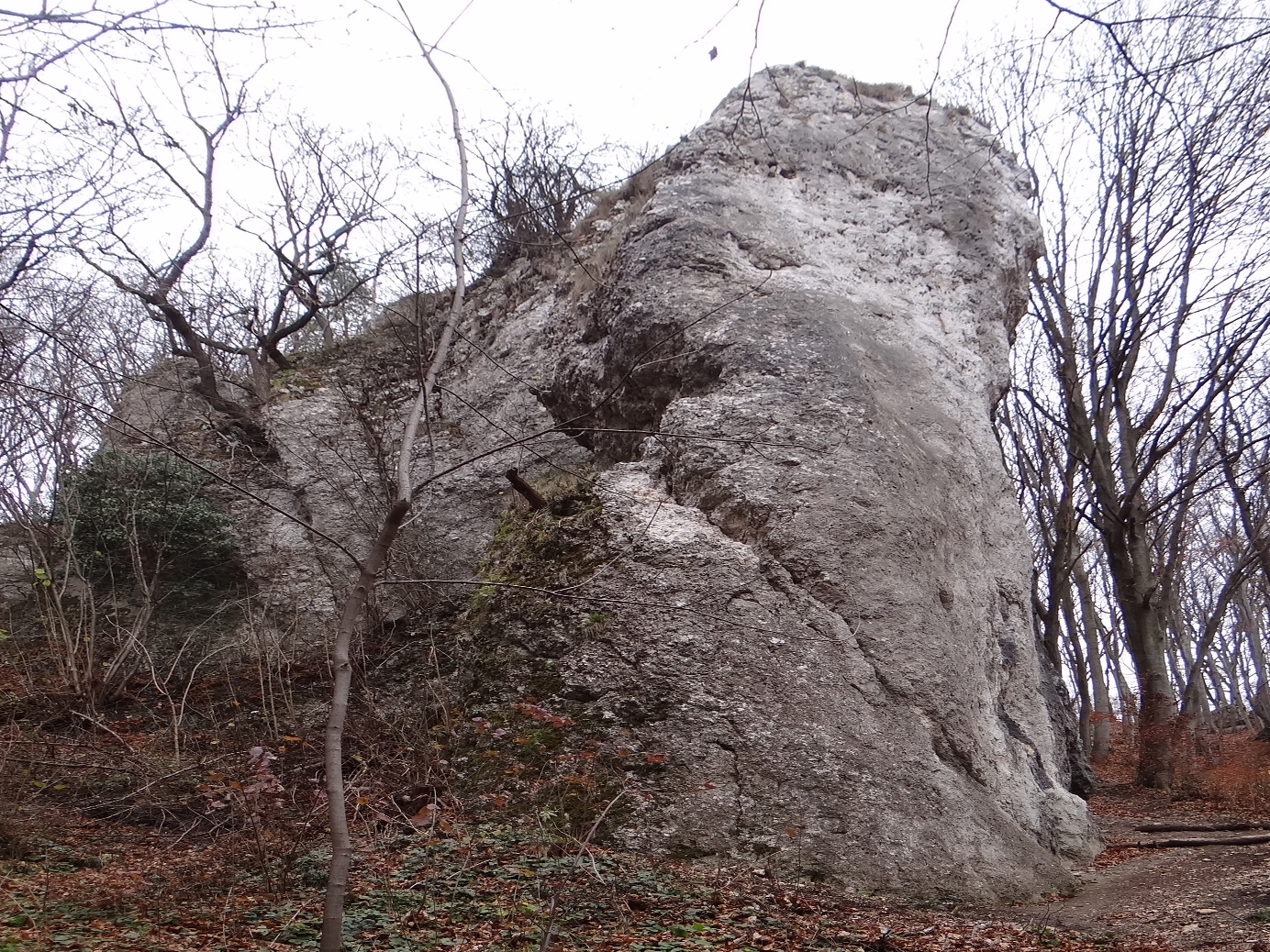
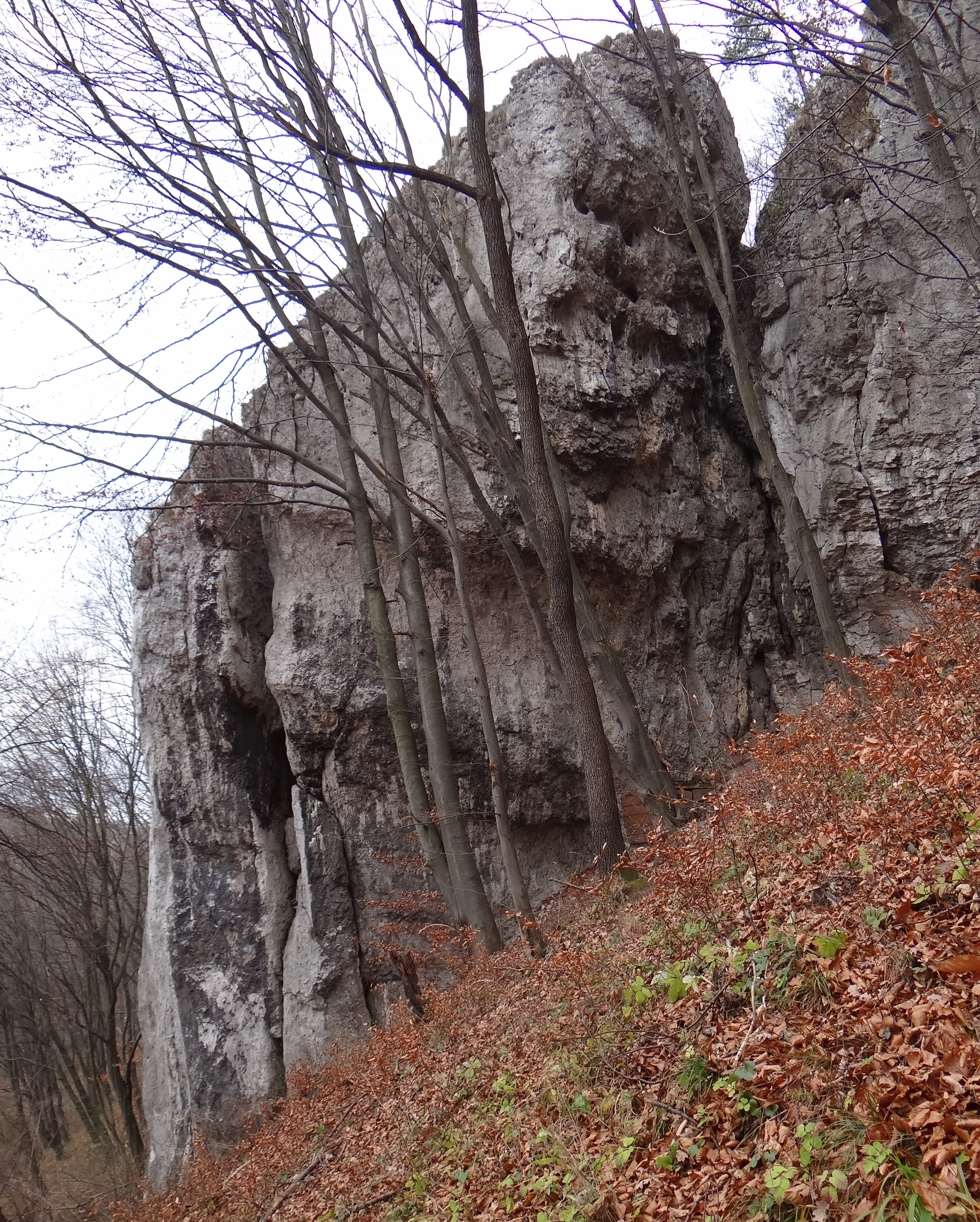
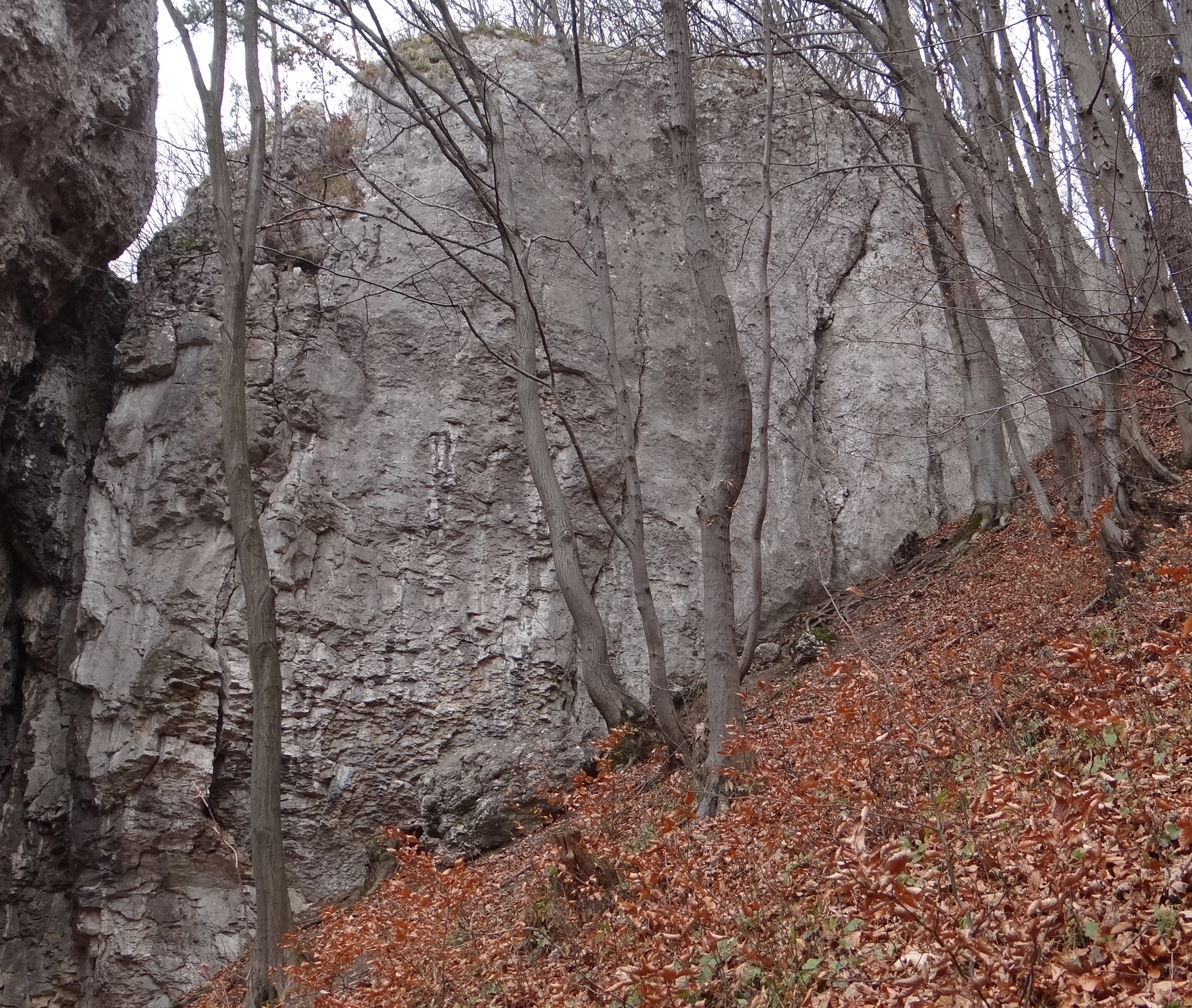
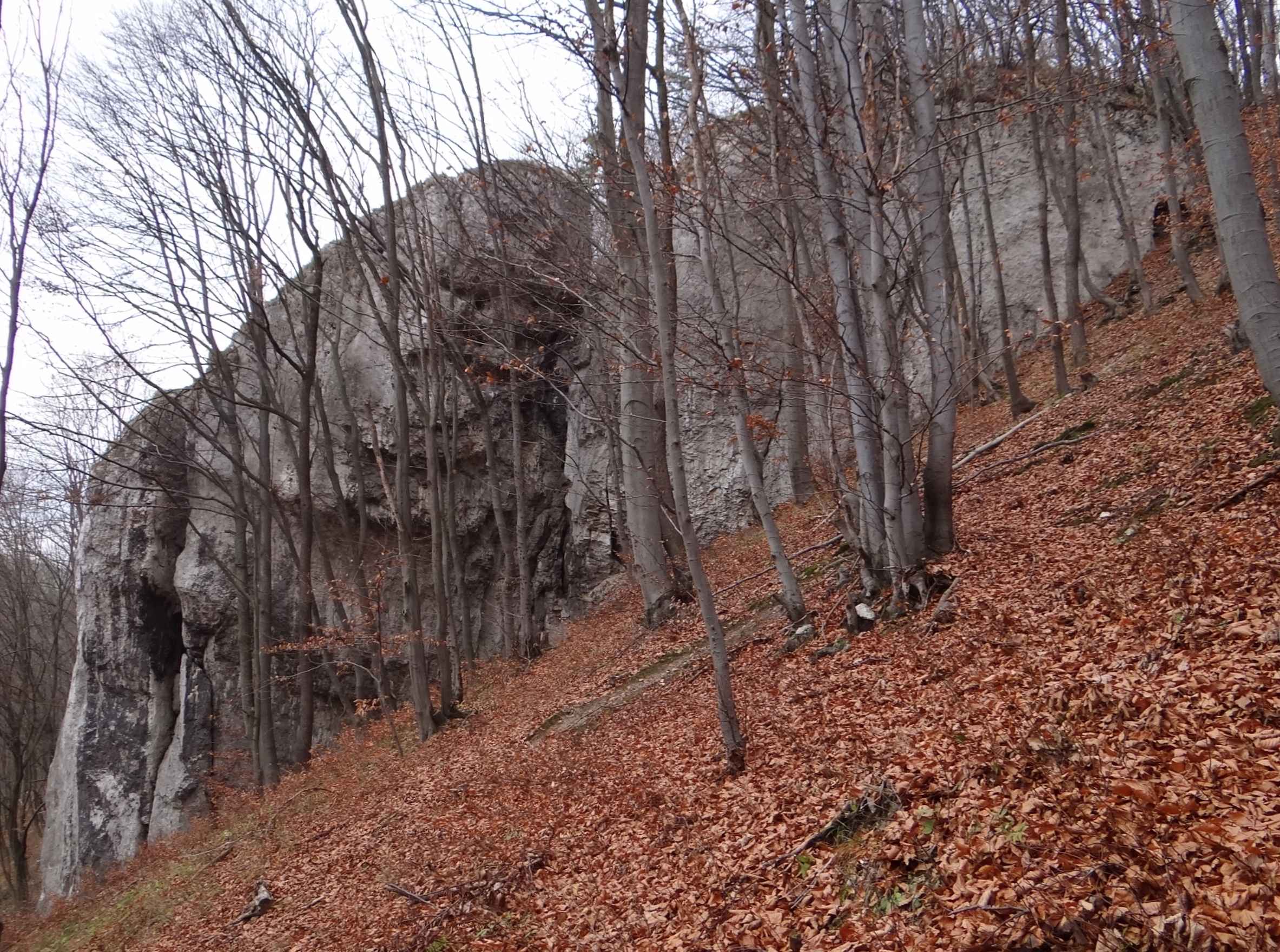
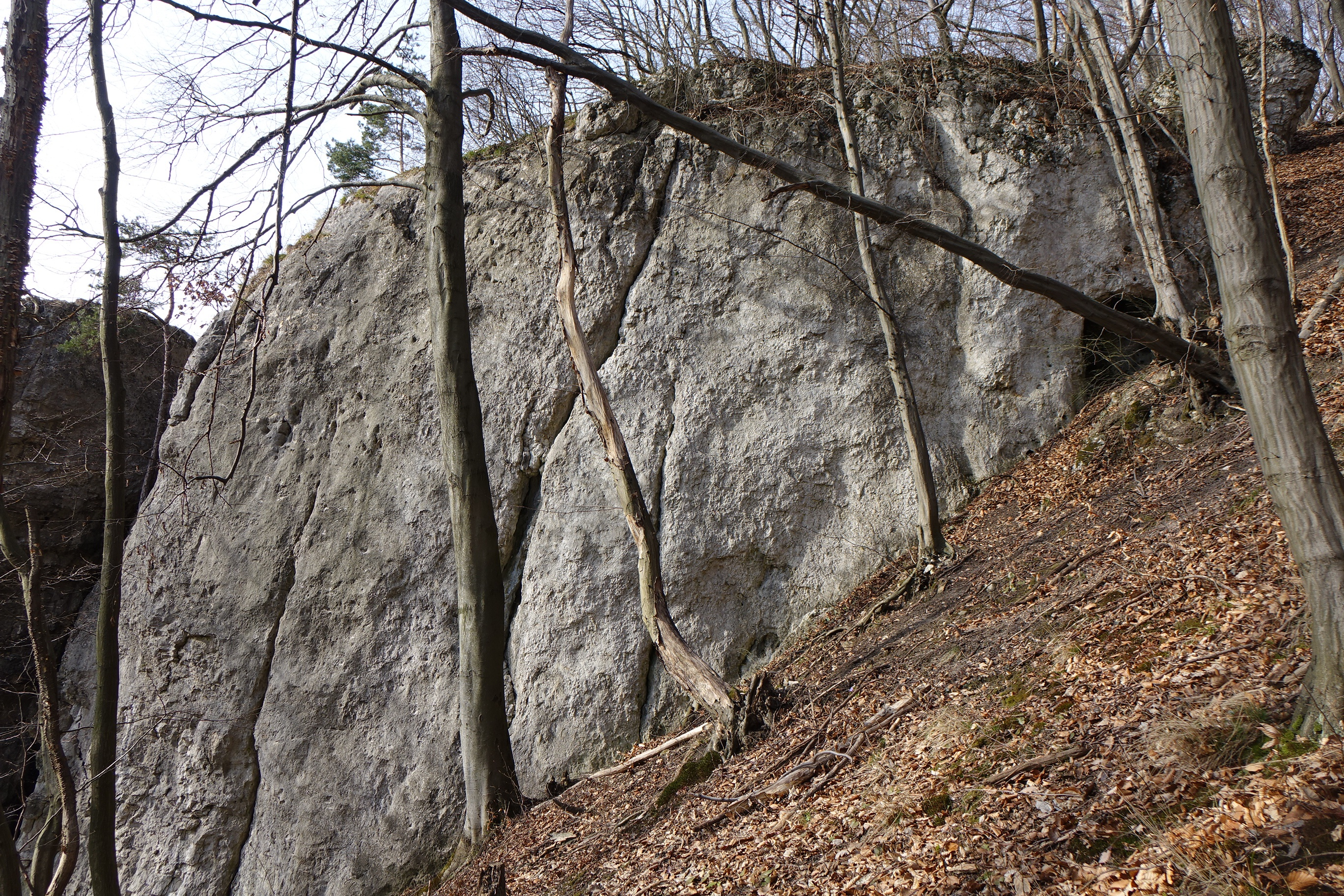

## Drogi wspinaczkowe
Szeroki Mur I
1. Lewy szeroki komin; IV
2. Szeroki komin; III, 15 m
3. Prawy szeroki komin; V
4. Salut Kali; VI.1+, 6r + st, 15 m
5. Mickey Mouse is dead; VI.2+, 6r + st, 15 m
6. Filarek Worwy; VI, 3h, 15 m
7. Emocje jak na rybach; VI.1+, 6r + st, 15 m
8. Lewa kostkówka; VI.3, 8r + st, 15 m
9. Prawa kostkówka; VI.2, 7r + st, 15 m

Szeroki Mur II;
1. Rysa zegarmistrzów; VI.2+, 2r + 1h + st, 15 m
2. Prostowanie Easy Ridera; VI.5, 5r + st, 15 m
3. Easy Rider; VI.3+/4, 4r + st, 15 m

Szeroki Mur III
1. Skośna rysa; V+, rz
2. Rysa Kozickiego; VI.1+, rz, 14 m
3. Krakowska dźwignia; VI.4, 3r + st, 10 m

W Szerokim Murze znajduje się Nyża w Szerokim Murze, a w bezimiennych skałkach w okolicy Szerokiego Muru jaskinie Kobylańska Koleba, Schron z Niespodzianką, Szczelina w Kobylańskiej Pierwsza i Szczelina w Kobylańskiej Druga.